# Liste der Listen der Schweizer Botschafter
Die Liste der Listen von Schweizer Botschafter in aller Welt geordnet nach Staaten gibt einen Überblicke über die Botschafter in den Auslandsvertretungen der Schweizerischen Eidgenossenschaft in aller Welt.

## Afrika
- Liste der Schweizer Botschafter in Ägypten
- Liste der Schweizer Botschafter in Algerien
- Liste der Schweizer Botschafter in Angola
- Liste der Schweizer Botschafter in Äthiopien
- Liste der Schweizer Botschafter in der Elfenbeinküste
- Liste der Schweizer Botschafter in Ghana
- Liste der Schweizer Botschafter in Kamerun
- Liste der Schweizer Botschafter in Kenia
- Liste der Schweizer Botschafter in der Demokratischen Republik Kongo
- Liste der Schweizer Botschafter in Libyen
- Liste der Schweizer Botschafter in Madagaskar
- Liste der Schweizer Botschafter in Marokko
- Liste der Schweizer Botschafter in Mosambik
- Liste der Schweizer Botschafter in Nigeria
- Liste der Schweizer Botschafter in Ruanda
- Liste der Schweizer Botschafter im Senegal
- Liste der Schweizer Botschafter in Simbabwe
- Liste der Schweizer Botschafter in Südafrika
- Liste der Schweizer Botschafter im Sudan
- Liste der Schweizer Botschafter in Tansania
- Liste der Schweizer Botschafter in Tunesien

## Asien und Ozeanien
- Liste der Schweizer Botschafter in Armenien
- Liste der Schweizer Botschafter in Aserbaidschan
- Liste der Schweizer Botschafter in Australien
- Liste der Schweizer Botschafter in Bangladesch
- Liste der Schweizer Botschafter in China
- Liste der Schweizer Botschafter in Georgien
- Liste der Schweizer Botschafter in Indien
- Liste der Schweizer Botschafter in Indonesien
- Liste der Schweizer Botschafter im Irak
- Liste der Schweizer Botschafter im Iran
- Liste der Schweizer Botschafter in Israel
- Liste der Schweizer Botschafter in Japan
- Liste der Schweizer Botschafter in Jordanien
- Liste der Schweizer Botschafter in Kasachstan
- Liste der Schweizer Botschafter in Katar
- Liste der Schweizer Botschafter in Kirgisistan
- Liste der Schweizer Botschafter in Südkorea
- Liste der Schweizer Botschafter in Kuwait
- Liste der Schweizer Botschafter im Libanon
- Liste der Schweizer Botschafter in Malaysia
- Liste der Schweizer Botschafter in der Mongolei
- Liste der Schweizer Botschafter in Myanmar
- Liste der Schweizer Botschafter in Nepal
- Liste der Schweizer Botschafter in Neuseeland
- Liste der Schweizer Botschafter in Pakistan
- Liste der Schweizer Botschafter in den Philippinen
- Liste der Schweizer Botschafter in Saudi-Arabien
- Liste der Schweizer Botschafter in Singapur
- Liste der Schweizer Botschafter in Sri Lanka
- Liste der Schweizer Botschafter in Syrien
- Liste der Schweizer Botschafter in Thailand
- Liste der Schweizer Botschafter in der Türkei
- Liste der Schweizer Botschafter in Usbekistan
- Liste der Schweizer Botschafter in den Vereinigten Arabischen Emiraten
- Liste der Schweizer Botschafter in Vietnam

## Europa
- Liste der Schweizer Botschafter in Albanien
- Liste der Schweizer Botschafter in Belgien
- Liste der Schweizer Botschafter in Bosnien und Herzegowina
- Liste der Schweizer Botschafter in Bulgarien
- Liste der Schweizer Botschafter in Dänemark
- Liste der Schweizer Botschafter in Deutschland
- Liste der Schweizer Botschafter in Finnland
- Liste der Schweizer Botschafter in Frankreich
- Liste der Schweizer Botschafter in Griechenland
- Liste der Schweizer Botschafter in Irland
- Liste der Schweizer Botschafter in Italien
- Liste der Schweizer Botschafter in Kroatien
- Liste der Schweizer Botschafter in Lettland
- Liste der Schweizer Botschafter in Luxemburg
- Liste der Schweizer Botschafter in den Niederlanden
- Liste der Schweizer Botschafter in Nordmazedonien
- Liste der Schweizer Botschafter in Norwegen
- Liste der Schweizer Botschafter in Österreich
- Liste der Schweizer Botschafter in Polen
- Liste der Schweizer Botschafter in Portugal
- Liste der Schweizer Botschafter in Rumänien
- Liste der Schweizer Botschafter in Russland
- Liste der Schweizer Botschafter in Schweden
- Liste der Schweizer Botschafter in Serbien
- Liste der Schweizer Botschafter in der Slowakei
- Liste der Schweizer Botschafter in Slowenien
- Liste der Schweizer Botschafter in Spanien
- Liste der Schweizer Botschafter in Tschechien
- Liste der Schweizer Botschafter in der Ukraine
- Liste der Schweizer Botschafter in Ungarn
- Liste der Schweizer Botschafter im Vereinigten Königreich
- Liste der Schweizer Botschafter in Belarus

## Nord- und Südamerika
- Liste der Schweizer Botschafter in Argentinien
- Liste der Schweizer Botschafter in Bolivien
- Liste der Schweizer Botschafter in Brasilien
- Liste der Schweizer Botschafter in Chile
- Liste der Schweizer Botschafter in Costa Rica
- Liste der Schweizer Botschafter in der Dominikanischen Republik
- Liste der Schweizer Botschafter in El Salvador
- Liste der Schweizer Botschafter in Ecuador
- Liste der Schweizer Botschafter in Guatemala
- Liste der Schweizer Botschafter in Haiti
- Liste der Schweizer Botschafter in Honduras
- Liste der Schweizer Botschafter in Jamaika
- Liste der Schweizer Botschafter in Kanada
- Liste der Schweizer Botschafter in Kolumbien
- Liste der Schweizer Botschafter in Kuba
- Liste der Schweizer Botschafter in Mexiko
- Liste der Schweizer Botschafter in Panama
- Liste der Schweizer Botschafter in Paraguay
- Liste der Schweizer Botschafter in Peru
- Liste der Schweizer Botschafter in Trinidad und Tobago
- Liste der Schweizer Botschafter in Uruguay
- Liste der Schweizer Botschafter in Venezuela
- Liste der Schweizer Botschafter in den Vereinigten Staaten

## Andere Völkerrechtssubjekte
- Liste der Schweizer Botschafter beim Heiligen Stuhl

## Internationale Organisationen
- Liste der Ständigen Vertreter der Schweiz bei der Europäischen Union
- Liste der Ständigen Vertreter der Schweiz beim Europarat
- Liste der Ständigen Vertreter der Schweiz bei der OECD
- Liste der Ständigen Vertreter der Schweiz bei der OSZE
- Liste der Ständigen Vertreter der Schweiz bei der NATO
- Liste der Ständigen Vertreter der Schweiz bei den Vereinten Nationen
- Liste der Ständigen Vertreter der Schweiz bei der UNESCO